# Aux champs de Bonis
Aux champs, op. 13, est une œuvre de la compositrice Mel Bonis, datant de 1889.

## Composition
Mel Bonis compose Aux champs en 1889. L'œuvre est publiée aux éditions Durdilly, en 1889, et rééditée en 2006 aux éditions Furore.

## Analyse
Le matériel musical de cette œuvre a été réemployé en 1933 pour donner la Pastorale, op. 156,. Le travail polyphonique de cette œuvre et sa recherche dans la modulation porte tout l'intérêt de l'œuvre.

## Édition actuelle
- In Mel Bonis, œuvres pour piano, Volume 2 - Pièces pittoresques et poétiques A; éd. Furore, 2006

## Sources
: document utilisé comme source pour la rédaction de cet article.
- Étienne Jardin, Mel Bonis (1858-1937) : parcours d'une compositrice de la Belle Époque, 2020 (ISBN 978-2-330-13313-9 et 2-330-13313-8, OCLC 1153996478, lire en ligne).
- (fr + de + en) Eberhard Mayer et Christine Géliot, Pièces pittoresques et poétiques, vol. A (1881-1895), Kassel, Furore Verlag, 2006, 52 p. (ISMN 9790500129196).